# Lusine Zakaryan
Lusine Zakaryan (armeniska: Լուսինե Զաքարյան), född Svetlana Zakaryan 1 juni 1937 i Achaltsiche i Georgiska SSR, död 30 december 1992 i Jerevan i Armenien, var en armenisk sopran. Hon växte upp i Samtsche-Dzjavacheti-regionen i södra Georgien. 1952 flyttade hon med sin familj till Jerevan, där hon gick på musikskola. Hon fortsatte till stadens statliga musikkonservatorium  1957 och hennes sångtalang blev snabbt tydlig.
Från 1970 till 1983 var Zakaryan solist i armeniska TV och radios symfoniorkester. Hon sjöng också i kören från den armeniska apostoliska kyrkans heliga stol vid Etjmiadzin-katedralen, och det är för sitt återgivande av århundraden gamla armeniska andliga psalmer som hon nu är bäst ihågkommen.
Zakaryan var också känd för att sjunga den internationella operarepertoaren samt armenisk traditionell och kyrklig musik.